# Villa Lanfranchi
Villa Lanfranchi, già Ca' Fusari, è un edificio in stile rinascimentale situato in via Martiri della Libertà 68 a Santa Maria del Piano, frazione di Lesignano de' Bagni, in provincia di Parma; costruita nel XVI secolo, è una delle ville più antiche di tutto il Parmense.

## Storia
La villa fortificata fu costruita nella seconda metà del XVI secolo sui resti di edifici medievali, probabilmente per volere dei conti Sforza di Santa Fiora, feudatari di Lesignano e Santa Maria del Piano dal 1548; alla famiglia succedette per via ereditaria il cugino Federico III Sforza Cesarini, che nel 1673 aggiunse al proprio il cognome della moglie Livia.
Nel XVIII secolo la tenuta fu alienata ai nobili Fusari, ai quali subentrò dopo il 1811 la famiglia Del Monte. Successivamente la proprietà passò ai nobili Balestra; agli inizi del XX secolo, alla morte di Pirro, la villa fu ereditata dalla figlia Elda Balestra in Toschi, alla quale succedette la nipote Margherita Toschi in Lanfranchi. Dopo il 1950 l'edificio fu interamente restaurato.
Da Margherita la tenuta passò al figlio Mario Lanfranchi, che tra il 1996 e il 1997 fece realizzare, su progetto di Antonio Vitali, il giardino all'italiana nel parco antistante alla villa e, agli inizi del XXI secolo, vi organizzò a cadenza annuale una decina di Spettacoli in villa. In seguito alla morte nel 2022 del regista, per sua volontà fu costituita la Fondazione Mario Lanfranchi; la villa fu trasformata in casa museo e resa visitabile.

## Descrizione

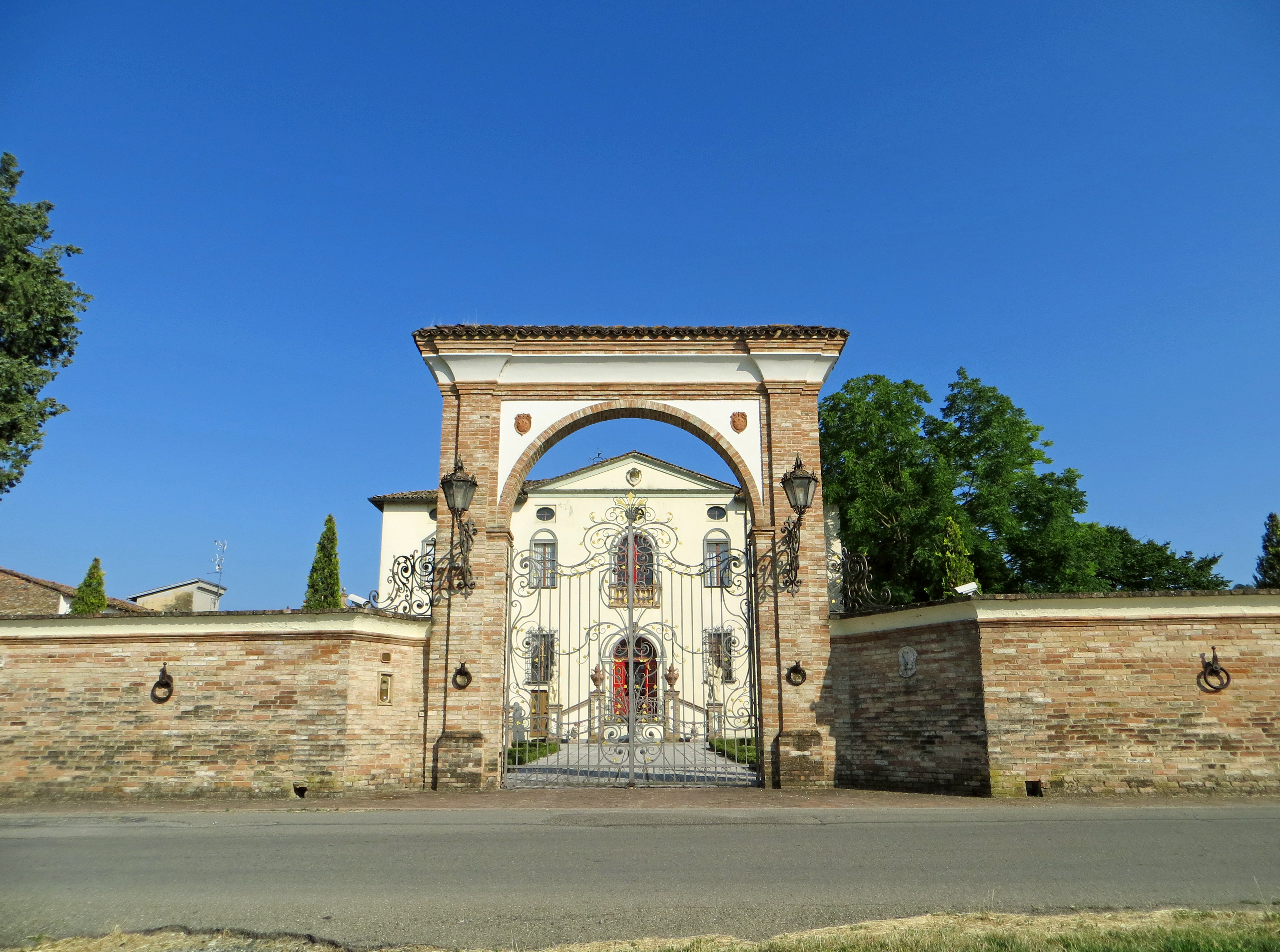
Portale d'ingresso

Il parco cintato si sviluppa su una pianta rettangolare a margine della strada; sui fianchi si trovano gli edifici annessi e l'oratorio di Santa Maria Maddalena, mentre al centro del lato sud-est, di fronte all'ingresso, sorge la villa.

### Villa
La villa si sviluppa su una pianta quadrata, con una torre sullo spigolo posteriore a nord-est.
La simmetrica facciata, interamente intonacata, si eleva su due livelli principali fuori terra; nel mezzo, raggiungibile attraverso una scala a rampe contrapposte, si trova il portale d'ingresso ad arco a tutto sesto delimitato da cornice, mentre ai lati sono collocate quattro finestre chiuse da inferriate; al primo piano, oltre alla centrale portafinestra balaustrata ad arco a tutto sesto, sono poste analoghe aperture laterali; al livello superiore si trovano infine cinque piccole finestre ovali, mentre a coronamento si staglia un ampio frontone triangolare con cornice modanata, contenente lo stemma della famiglia.
Ai lati della villa si allungano verso sud-ovest e nord-est due ali contrapposte, mentre sul retro si eleva la torre quadrata, affacciata sulle fronti esterne attraverso ampie monofore ad arco a tutto sesto; vi si trovano ancora, unica testimonianza dell'originaria destinazione difensiva dell'edificio, numerose feritoie.
All'interno si accede al lungo androne passante, coperto da una volta a botte. Ai lati si trovano vari ambienti di rappresentanza, arricchiti da camini seicenteschi; di pregio risultano i soffitti a volta di due sale, uno ornato con un affresco ottocentesco realizzato da Giovan Battista Borghesi e un altro con un ovale in stucco contenente un dipinto cinquecentesco. Le stanze accolgono, oltre ad arredi settecenteschi e ottocenteschi, numerosi oggetti legati alla vita e alla carriera cinematografica di Mario Lanfranchi, tra cui trofei vinti alle corse, collezioni e locandine di film, esposti tra il salotto rosso, la sala degli specchi, il giardino perenne, la sala del biliardo e la sala delle coppe. La cucina, ricoperta sulle pareti con antichi utensili in rame, conserva il grande camino seicentesco.
Al primo piano si allunga nel mezzo un ampio corridoio che conduce agli ambienti più privati, tra cui la camera da letto tappezzata in rosso, il boudoir, l'ampia sala da bagno in marmo e la biblioteca.
Nelle cantine della villa sopravvive infine l'antico pozzo detto dai mill taij (ossia "dai mille tagli"), per la presunta presenza, nella parte inferiore, di lame affilate.

### Parco

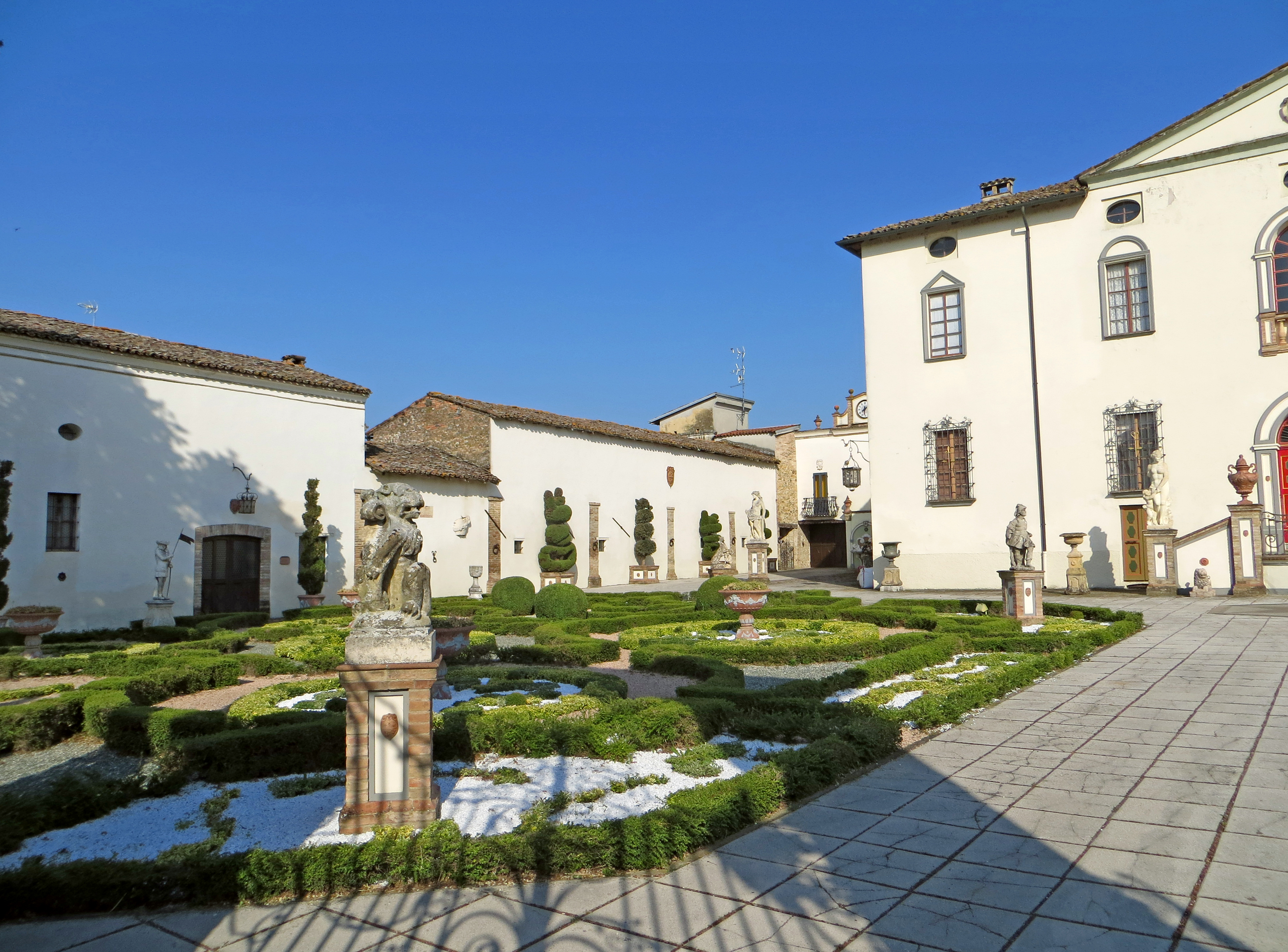
Lato nord del giardino

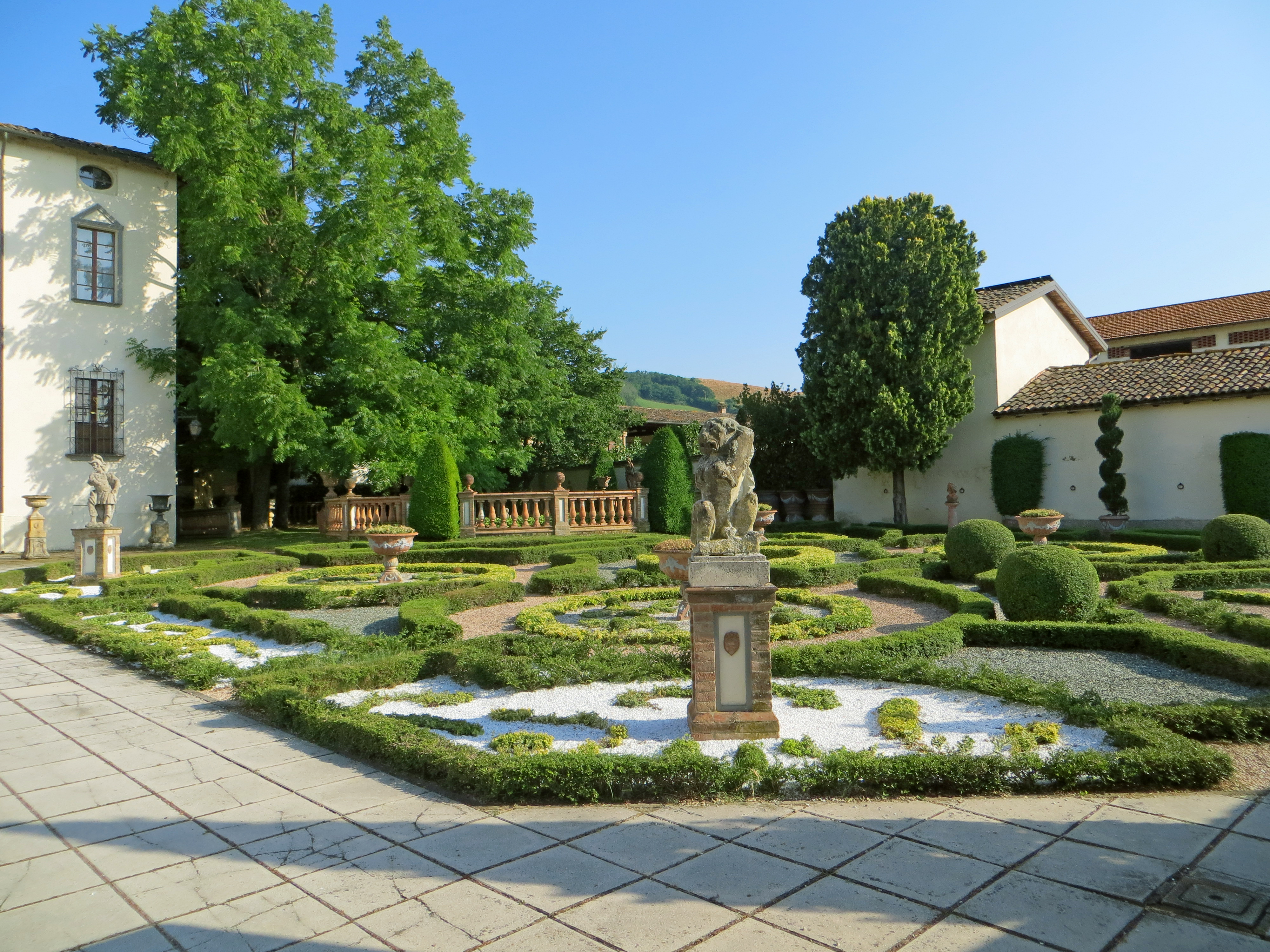
Lato sud del giardino

Il parco anteriore, interamente circondato dagli edifici e da muri, è accessibile attraverso un ampio portale d'ingresso ad arco a tutto sesto.
Il giardino all'italiana, delineato simmetricamente da siepi di bosso, è arricchito da numerose statue risalenti al XVII e al XVIII secolo.

### Oratorio di Santa Maria Maddalena

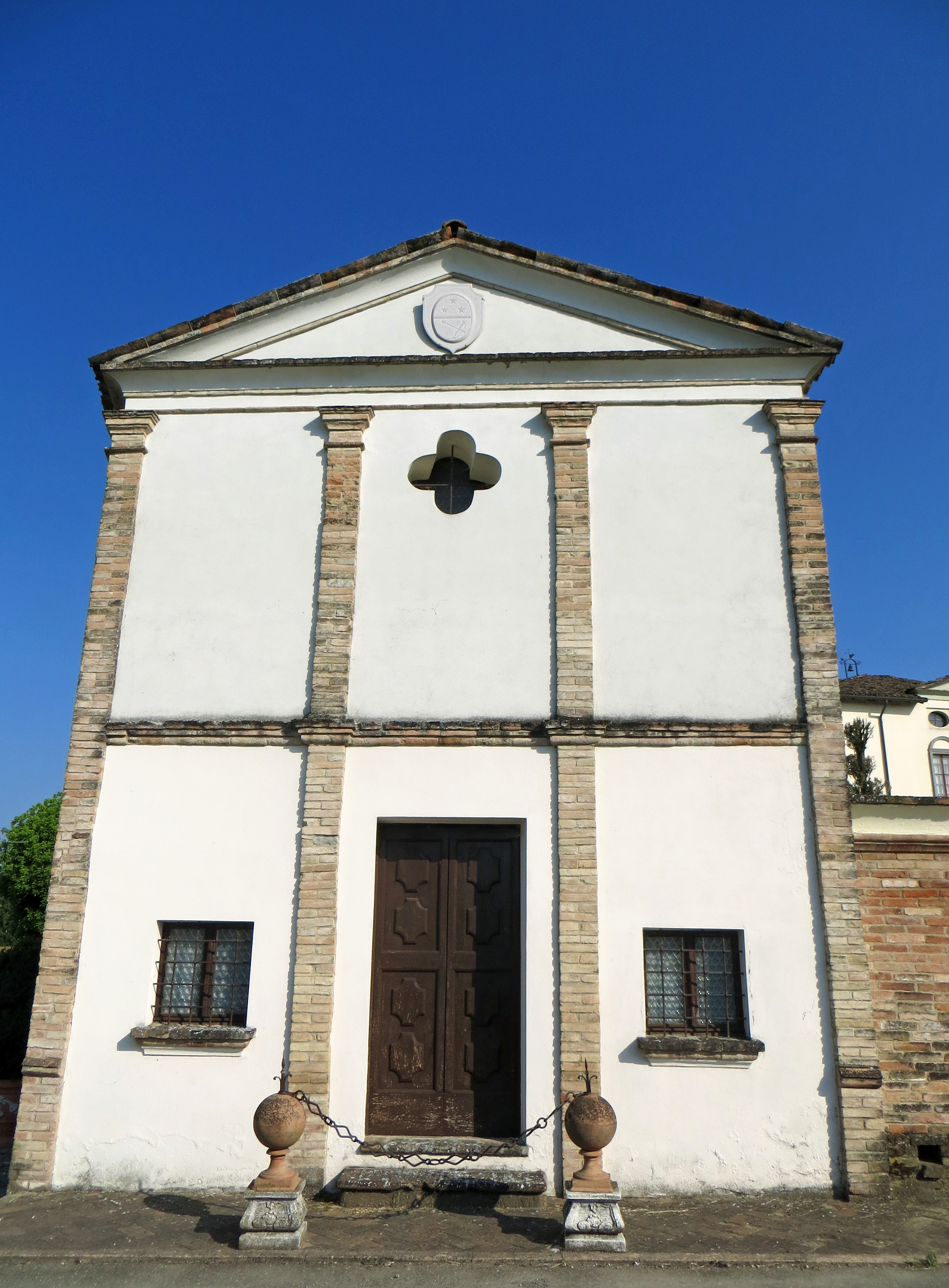
Facciata dell'oratorio di Santa Maria Maddalena

#### Storia
L'oratorio fu edificato in stile rinascimentale tra il 1669 e il 1670 per volere di Giovanni Fusari.
Sconsacrato verso la fine del XVIII secolo, fu in seguito adibito a deposito agricolo. Nel 1962 fu completamente ristrutturato e solennemente riconsacrato alla presenza del vescovo di Parma Evasio Colli.

#### Descrizione
L'oratorio si sviluppa su una navata unica allungandosi sul fianco nord-est del giardino della villa, con accesso diretto dalla strada.
La simmetrica facciata a capanna è scandita orizzontalmente in due parti da una fascia marcapiano in laterizio; verticalmente si innalzano quattro lesene in mattoni, coronate sulla cima da capitelli dorici; nel mezzo si apre il portale d'ingresso, affiancato da due piccole finestre quadrate; in sommità si trova nel mezzo un'apertura a croce greca, mentre a coronamento si staglia il frontone triangolare con cornice modanata, contenente lo stemma della famiglia Balestra.
All'interno la navata è arricchita da ampi pannelli ricamati e altre decorazioni.